# Cantón de Annonay-Norte
El cantón de Annonay-Norte era una división administrativa francesa, que estaba situada en el departamento de Ardecha y la región de Ródano-Alpes.

## Composición
El cantón estaba formado por cinco comunas, más una fracción de la comuna que le daba su nombre:
- Annonay (fracción)
- Boulieu-lès-Annonay
- Davézieux
- Saint-Clair
- Saint-Cyr
- Saint-Marcel-lès-Annonay

## Supresión del cantón de Annonay-Norte
En aplicación del Decreto nº 2014-148 de 13 de febrero de 2014, el cantón de Annonay-Norte fue suprimido el 22 de marzo de 2015 y sus 6 comunas pasaron a formar parte del nuevo cantón de Annonay-1.